# 克拉斯諾戈爾斯科耶區 (阿爾泰邊疆區)

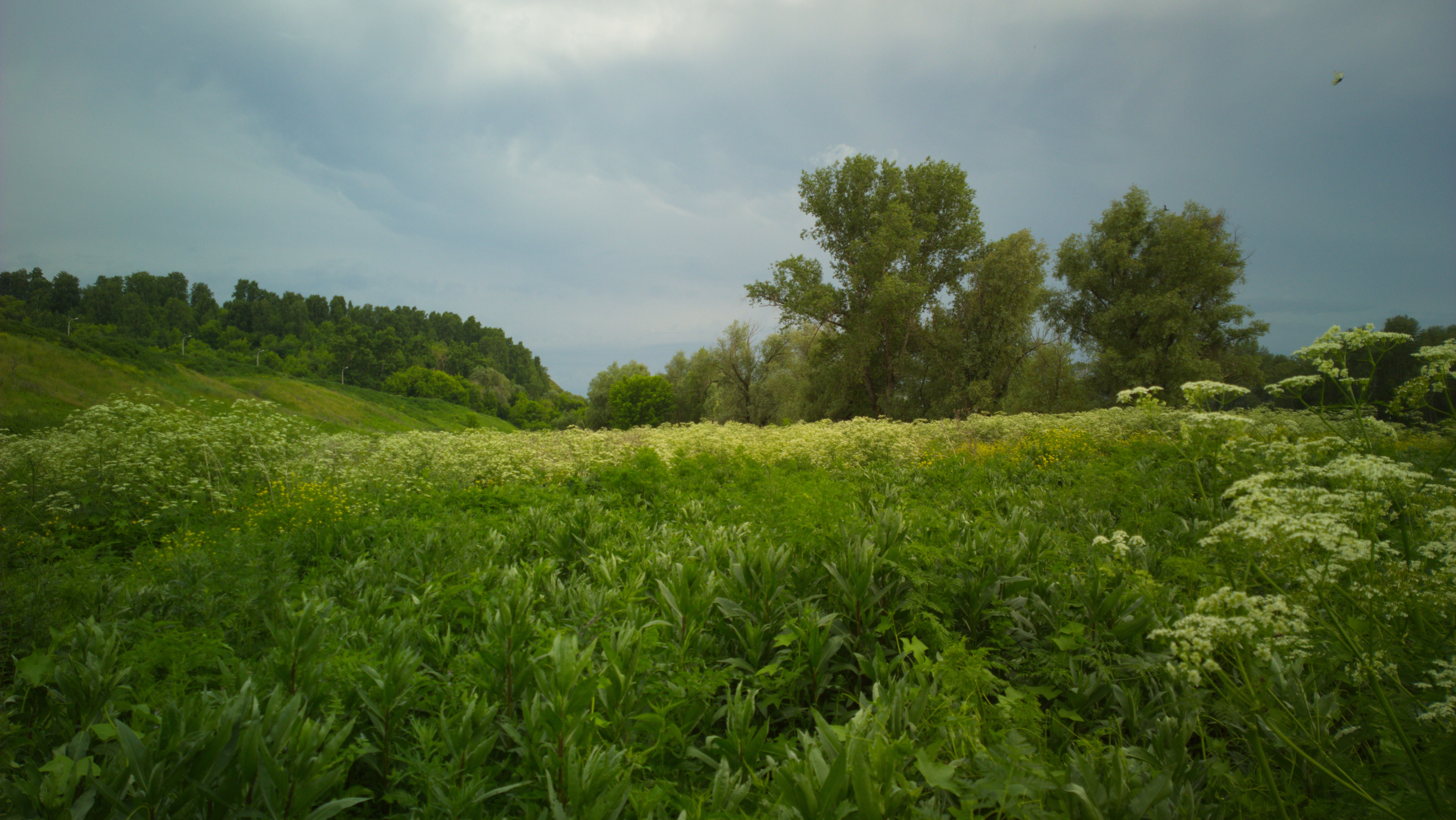

52°18′N 86°12′E / 52.300°N 86.200°E
克拉斯諾戈爾斯科耶區（俄语：Красногорский район），是俄羅斯的一個區，位於該國南部，由阿爾泰邊疆區負責管轄，面積3,070平方公里，2010年人口16,228，人口密度每平方公里5.3人。